# Rapport från vår sköna nya värld
Rapport från vår sköna nya värld är en reportagebok av den tyske journalisten Günter Wallraff. Boken innehåller åtta nya reportage, vilka väckt stor debatt i hemlandet. Han spelar bland annat rollen som telefonförsäljare, som fabriksarbetare och somalisk flykting. Boken kom ut på tyska 2009 och på svenska 2010.

## Ur efterordet
"Inte trodde jag att man på ett callcenter, under den ständiga psykiska pressen, skulle kunna hålla på med försäljningsbedrägeri, och inte heller höll jag det för möjligt att man rätt och slätt lämnade uteliggare, bland vilka jag levde en lång tid, att klara sig själva vid 15 minusgrader. Jag höll det inte heller för möjligt att storföretagen redan skulle ha sänkt arbetsvillkoren för underleverantörerna till en tidigkapitalistisk nivå - som om fackföreningsrörelsen och arbetarrörelsen inte hade existerat och deras framgångar aldrig nåtts. Och slutligen kände jag heller inte till hela omfattningen av den ständigt närvarande rasismen, innan jag fick känna av den på bara skinnet."